# Hammam Deboy
Le Hammam Deboy (en macédonien Бања Дебој) est un ancien hammam de Bitola, ville du sud de la République de Macédoine. Il se trouve dans le centre, près de la mosquée Haydar-Kadi. Il était autrefois situé dans le marché aux moutons, dans le vieux bazar. La destruction progressive du quartier fait qu'il se trouve aujourd'hui à la périphérie de ce qu'il reste du bazar. En plus de la mosquée, il était voisiné par un caravansérail, et ces trois éléments formaient une unité urbaine typiquement ottomane. 
La ville de Bitola contenait autrefois un grand nombre de hammams, tous construits entre le XVe siècle et 1912, date de la fin de la domination ottomane. Le hammam Deboy, avec le hammam Eski, le Vieux Hammam et le Nouveau-Hammam, est l'un des seuls à encore exister. Il a probablement été construit au XVe siècle. 
Il s'agit d'un hammam double, c'est-à-dire composé de deux parties, l'une réservée aux hommes, l'autre aux femmes. La partie des femmes est plus grande et plus ornementée, elle est composée d'un vestiaire, de salles de relaxation, de massage et d'épilation et de salles de bain. La partie des hommes n'a qu'un vestiaire, une salle de relaxation et une salle de bains. L'ensemble du mobilier, comme les tables de massage, ainsi que la citerne ont disparu. L'édifice a été restauré dans les années 1960 puis transformé en galerie commerciale en 1990.